# Cleora columbaria
Cleora columbaria är en fjärilsart som beskrevs av Edward Alfred Cockayne 1949. Cleora columbaria ingår i släktet Cleora och familjen mätare. Inga underarter finns listade i Catalogue of Life.